# 儒教

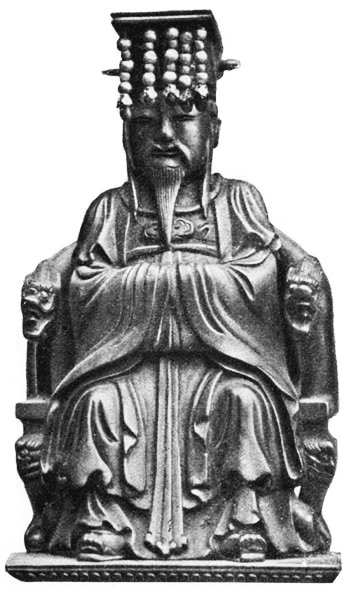
儒教の始祖、孔子

儒教（じゅきょう）は、孔子を始祖とする思考・信仰の体系。紀元前の中国に興り、東アジア各国で2000年以上に亘り強い影響力を持つ。その学問的側面から儒学、思想的側面からは名教・礼教ともいう。大成者の孔子から、孔教・孔子教とも呼ぶ。中国では、哲学・思想としては儒家思想という。

## 概要

### 定義
中国やその周辺の東アジア諸国で信仰・研究されていた宗教、または学問。一般に孔子が創始者と目されるが、古代から伝わる神話や制度や当時の習俗などの集合体である。孔子以後は経書の解釈を行う学問など、または、社会規範や習俗として行われた。

### 略史
アニミズムやシャーマニズムを背景に成立し、東周・春秋時代に魯の孔子やその後の儒者によって自覚された。主な教義として、堯舜・文武周公の古の聖賢の政治を理想として「周礼」を復活させることや、家族や君臣の秩序を守ることなどが挙げられる（#教義・学説を見よ）。孔子やその弟子たちの教団は儒家と呼ばれ，諸子百家の一つに数えられる。また、儒教を自らの行為規範にしようと、儒教を学んだり、研究したりする人のことを儒学者、儒者、儒生などと呼ぶ。孟子は徳によって天下を治め（王道政治）、武力による覇道を批判し、禅譲と放伐により歴史が推移してきたとする徳治主義を主張した。時の為政者に法家、老荘思想や道教などが信仰されたこともあり、儒教は弾圧されることもあったが、前漢になると保護され、新・後漢で国教とされた。唐代には仏教が広く信仰され、再び影を潜めた。宋代には朱子学が起こり、より哲学的な宋明理学体系が生み出された。朱子学は政治と密接な関係を持ち、「修己治人」（有徳者が為政者となる）や「修身・斉家・治国・平天下」（自分・家・地方を治め得る人物が天下を握る）「経世済民」（世を治め人々を救う）といった教えがあり、科挙受験のために必要不可欠となった。

## 教典

### 六経
儒教の経典は『易』・『書』・『詩』・『礼』・『楽』・『春秋』の六芸(六経)である。
春秋時代になり、『詩』・『書』・『春秋』の三経の上に、『礼』・『楽』の二経が加わり、五経になったといわれる。
『詩』・『書』・『礼』・『楽』の四教については「春秋を教うるに礼楽を以てし、冬夏は教うるに詩書を以てす」、『礼記·王制』における「王制に曰く、楽正、四術を崇び四教を立つ。先王の『詩』・『書』・『礼』・『楽』に順いて以て士を造（）す」という記述がある。
孔子は老聃に次のようにいったとされる。孔子は詩書礼楽の四教で弟子を教えたが、三千人の弟子の中で六芸に通じたのは72人のみであった。
漢の武帝のとき、賢良文学の士で挙げられた董仲舒は儒学を正統の学問として五経博士を設置することを献策した。霊帝のとき、諸儒を集めて五経の文字を校訂、太学の門外に石経を立てた。このとき作られた熹平石経は183年（光和6年）に完成し、『易経』『儀礼』『尚書』『春秋』『公羊』『魯詩』『論語』の七経からなった。
| 経   | 伝         | 記   | 注疏               |
| ---- | ---------- | ---- | ------------------ |
| 易経 |            |      | 周易正義           |
| 尚書 | 尚書孔安伝 |      | 尚書正義           |
| 詩経 | 毛詩       |      | 毛詩正義           |
| 楽経 |            |      |                    |
| 儀礼 | 礼記       |      | 儀礼注疏、礼記注疏 |
| 周礼 |            |      | 周礼注疏           |
| 春秋 | 春秋公羊伝 |      | 春秋公羊伝注疏     |
|      | 春秋左氏伝 |      | 春秋左氏伝注疏     |
|      | 春秋穀梁伝 |      | 春秋穀梁伝注疏     |
|      |            | 論語 | 論語注疏           |
|      |            | 孝経 | 孝経注疏           |
|      |            | 孟子 | 孟子注疏           |
|      |            | 爾雅 | 爾雅注疏           |

### 四書

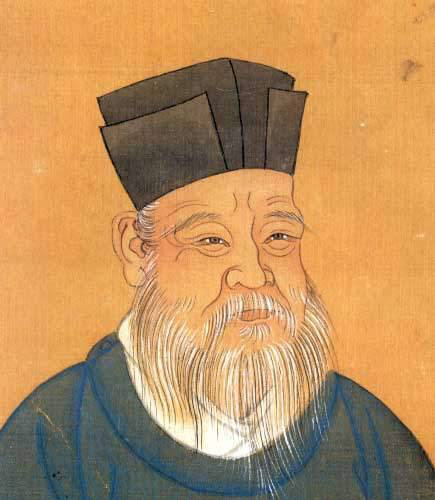
朱熹

宋代に朱熹が『礼記』のうち2篇を｢大学｣「中庸｣として独立させ、｢論語｣、｢孟子｣に並ぶ｢四書｣の中に取りいれた。「学問は、必ず「大学」を先とし、次に「論語」、次に「孟子」次に「中庸」を学ぶ」。これを道統説という。
朱熹は、「『大学』の内容は順序・次第があり纏まっていて理解し易いのに対し、『論語』は充実しているが纏りが無く最初に読むのは難しい。『孟子』は人心を感激・発奮させるが教えとしては孔子から抜きん出ておらず、『中庸』は読みにくいので3書を読んでからにすると良い」と説く

## 教義・学説
儒教は、五常（仁・義・礼・智・信）という徳性を拡充することにより五倫（父子・君臣・夫婦・長幼・朋友）関係を維持することを教える。
仁
人を思い遣る事。白川静『孔子伝』によれば、「狩衣姿も凛々しい若者の頼もしさをいう語」。「説文解字」は「親」に通じると述べている。
｢論語｣の中では、さまざまな説明がなされている。孔子は仁を最高の徳目としていた。
義
利欲に囚われず、すべきことをすること。
礼
仁を具体的な行動として、表したもの。もともとは宗教儀礼でのタブーや伝統的な習慣・制度を意味していた。のちに、人間の上下関係で守るべきことを意味するようになった。
智
ただ学問に励むだけでなく道徳的認識判断力であることともされている。智は『論語』では知と表記され意味としては聡明、明智などの意味がある。
信
言明を違えないこと、真実を告げること、約束を守ること、誠実であること。
この他にも、忠義、孝、悌という教えもある。
- 人性論
- 天人の辨
- 義利の辨
- 名分論（正名）
- 命定論
- 形神論
- 正統論
- 復讐論
- 道統論
- 理気論
- 儒仏道論争
- 朱陸論争
- 格物致知
- 未発已発
- 良知
- 無善無悪
- 万物一体論
- 井田論
- 封建論
- 今文・古文
- 道器論

## 制度・習慣

### 礼儀
子曰く、「詩に興り、礼に立ち、楽に成る。」孔子曰く、「礼に非ざれば視ること勿かれ、礼に非ざれば聴くこと勿かれ、礼に非ざれば言うこと勿かれ、礼に非ざれば動くこと勿かれ。」周礼は五礼て、つまり吉礼、凶礼、賓礼、軍礼、嘉礼です。吉礼によって国家の天神、祖霊、地神を祭り、凶礼によって国家の苦難を哀憚し、救う。賓礼によって周王室と他国あるいは国家間を友好親善たらしめ、軍礼によって国家同士を協調させ、嘉礼によって万民を互いに和合する。五礼のうち、とくに吉礼（祭祀）、凶礼（喪葬）、嘉礼（冠婚）などを中心として取り上げ、殷周信仰や古来の習俗。
| 周礼 | 解説                                   | 名系                                                       |
| ---- | -------------------------------------- | ---------------------------------------------------------- |
| 吉礼 | 天地鬼神の祭祀（邦国の鬼神につかえる） | 郊祀、大雩、朝日、夕月、祓禊                               |
| 凶礼 | 葬儀・災害救済（邦国の憂いを哀れむ）   | 既夕礼、士虞礼                                             |
| 賓礼 | 外交（邦国に親しむ）                   | 士相見礼、燕礼、公食大夫礼、覲礼                           |
| 軍礼 | 出陣・凱旋（邦国を同じくする）         | 大射、大儺                                                 |
| 嘉礼 | 冠婚・饗宴・祝賀（万民に親しむ）       | 飲食之礼、婚冠之礼、賓射之礼、饗燕之礼、脤膰之礼、賀慶之礼 |

### 冠服制度
『論語』に「顔淵、邦を為めんことを問う。子曰く、夏の時を行ない、殷の輅に乗り、周の冕を服し、～（顔淵は国の治め方について聞いた。孔子は言った、夏王朝の暦を使い、殷の輅と呼ばれる車に乗り、周の冕という衣装を着て、～）」という記述がある。孔子が、周の冕（祭礼用の服）を模範としているのだ。また、同じ論語の泰伯篇には、普段の衣服を質素にする代わりに祭礼用の衣服（黻冕）を豪華にした禹王を褒めている。易経に、「黄帝堯舜衣裳を垂れて天下治まるは、蓋し諸を乾坤に取る（黄帝と堯と舜が天下を治めた時は、その衣装のデザインを天地の色に倣った）」 とある。乾とは天、坤とは地の事であるから、乾坤とは天地を意味している。では天地とは何色であるのだろうか。『周易』坤卦に「天は玄にして地は黄」とある。つまり、天の色は赤黒（玄）く、地の色は黄色いとされていたのだ。ゆえに、祭礼用の衣装である冕服（袞衣）の衣（上半身）は赤黒く、裳（下半身）は黄色くされていたのである。また、『書経』には虞皇の衣服についても書かれている。日 月 星辰 山 龍 華虫 宗彝 藻 火 粉米 黼 黻の十二である。それが『輿服制（車に乗る時用の衣服）』の始まりである。この冠服制度は“礼制”に取り入れられ、儀礼の表現形式として中国の衣冠服制度は更に複雑化していく。衛宏『漢旧儀』や応劭『漢官儀』をはじめとして､『白虎通義』衣裳篇や『釈名』釈衣服､『独断』巻下、『孔子家語』冠頌､『続漢書』輿服志などの中に､漢代の衣服一般に関する制度が記録されているが､それらはもっぱら公卿・百官の車駕や冠冕を中心としたものである。『儀礼』士冠礼・喪服や､『周礼』天宮司裳・春宮司服など､また『礼記』冠儀・昏儀などの各篇は､周代の服装に関する制度である。

### 孔子廟
中国では現在においても、孔子を崇敬する人は多い。中国の各地に孔子を祭る廟がある。これを文廟といい、孔子廟・孔廟・夫子廟ともいう（特に魯の故地の孔子の旧居跡に作られた孔廟が有名）。中国国内の孔子廟の多くは文化大革命時に破壊されたり損傷を受けている。
日本でも、江戸時代に、幕府が儒教（特に朱子学）を学問の中心と位置付けたため、儒教（朱子学）を講義した幕府や各藩の学校では孔子を祀る廟が建てられ崇敬された。湯島聖堂が、その代表である。

## 歴史（古代・中世）

### 起源
儒（じゅ）の起源については、胡適が「殷の遺民で礼を教える士」 として以来、様々な説がなされてきたが、近年は冠婚葬祭、特に葬送儀礼を専門とした集団であったとするのが一般化してきている。
東洋学者の白川静は、紀元前、アジア一帯に流布していたシャーマニズムおよび死後の世界と交通する「巫祝」（シャーマン）を儒の母体と考え、そのシャーマニズムから祖先崇拝の要素を取り出して礼教化し、仁愛の理念をもって、当時、身分制秩序崩壊の社会混乱によって解体していた古代社会の道徳的・宗教的再編を試みたのが孔子とした。

### 孔子とその時代

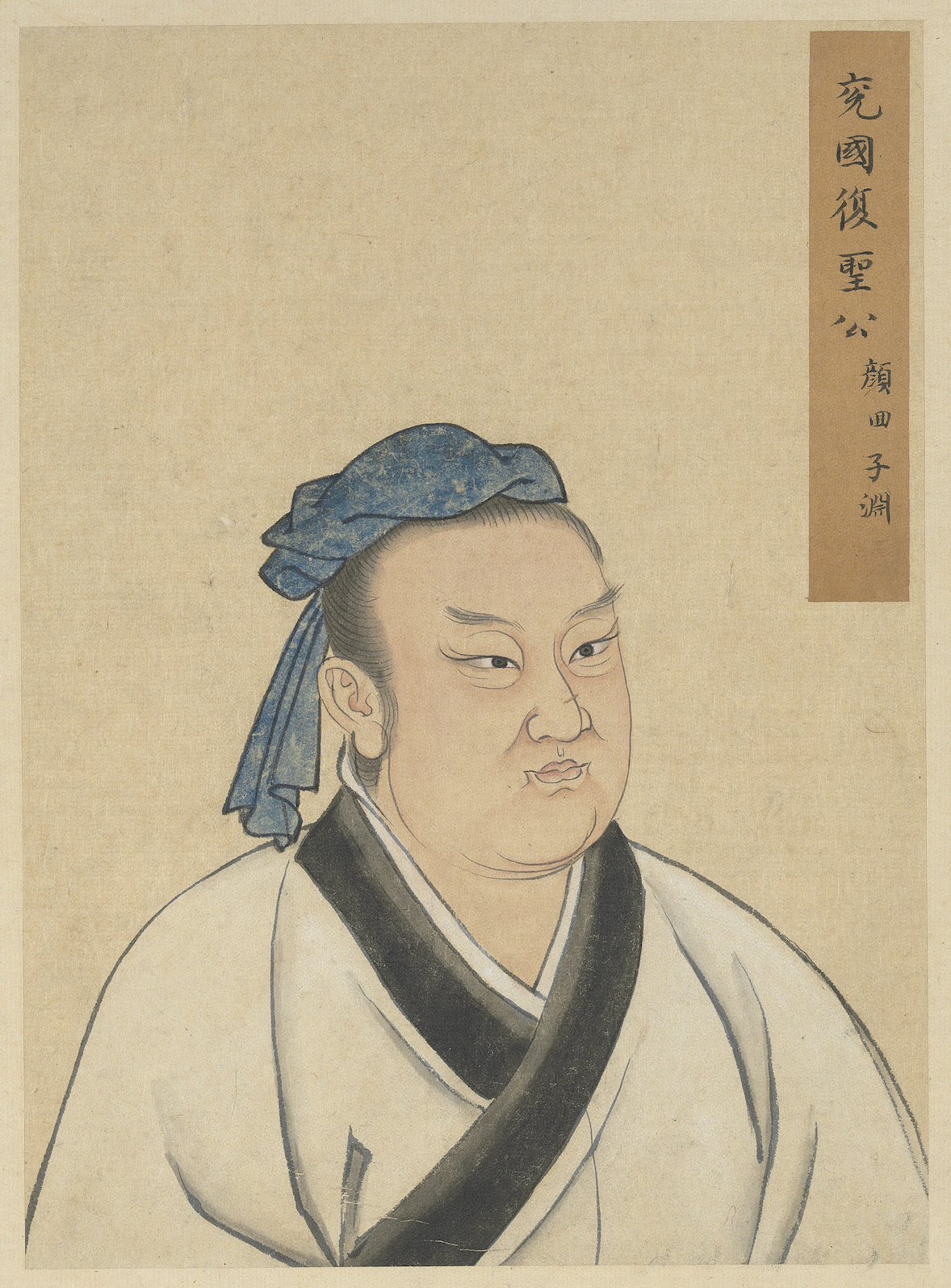
顔回

春秋時代の周末に孔丘（孔子、紀元前551年‐紀元前479年）は魯国に生まれた。当時は実力主義が横行し身分制秩序が解体されつつあった。周初への復古を理想として身分制秩序の再編と仁道政治を掲げた。孔子の弟子たちは孔子の思想を奉じて孔子教団を作り、戦国時代、儒家となって諸子百家の一家をなした。孔子と弟子たちの語録は『論語』にまとめられた。
孔子の弟子は3000人おり、特に「身の六芸に通じる者」として七十子がいた。そのうち特に優れた高弟は孔門十哲と呼ばれ、その才能ごとに以下の四科に分けられている。
- 徳行 - 顔回・閔子騫・冉伯牛・仲弓
- 言語 - 宰我・子貢
- 政事 - 冉有・子路
- 文学（学問） - 子游・子夏

その他、孝の実践で知られ、『孝経』の作者とされる曾参（曾子）がおり、その弟子には孔子の孫で『中庸』の作者とされる子思がいる。
孔子の死後、儒家は八派に分かれた。その中で孟軻（孟子）は性善説を唱え、孔子が最高の徳目とした仁に加え、実践が可能とされる徳目義の思想を主張し、荀況（荀子）は性悪説を唱えて礼治主義を主張した。『詩』『書』『礼』『楽』『易』『春秋』といった周の書物を六経として儒家の経典とし、その儒家的な解釈学の立場から『礼記』や『易伝』『春秋左氏伝』『春秋公羊伝』『春秋穀梁伝』といった注釈書や論文集である伝が整理された（完成は漢代）。

### 焚書坑儒

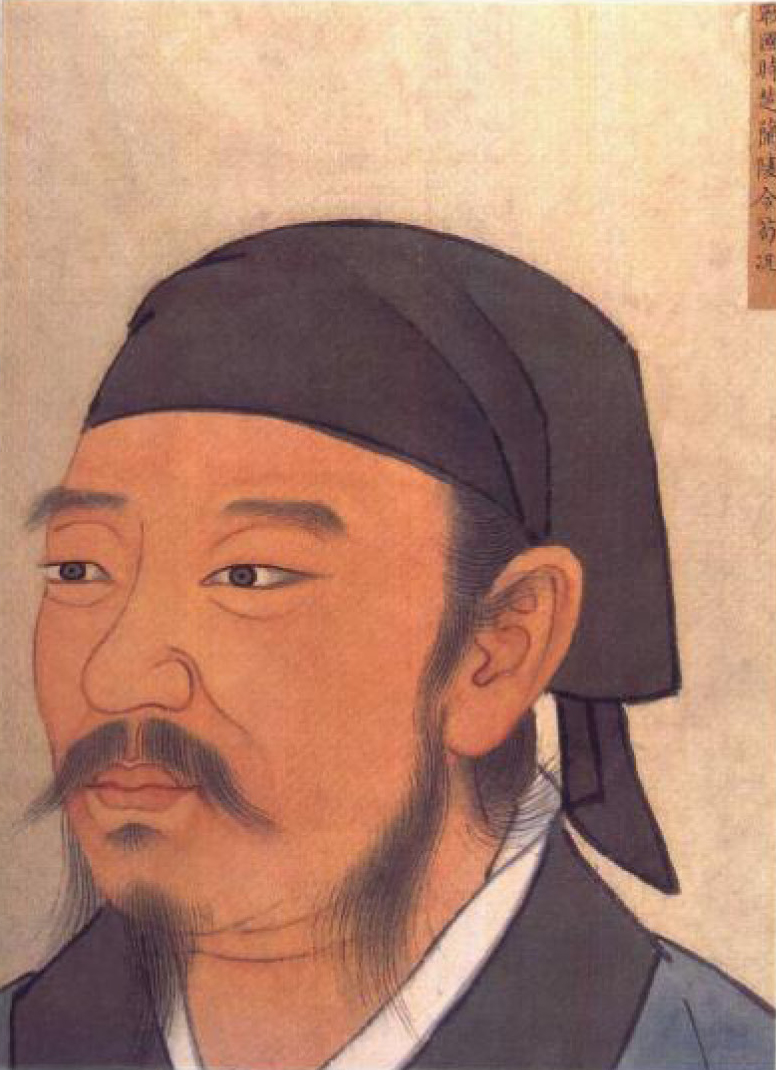
性悪説を唱えた荀子。その思想は法家の韓非子や同じく法家で秦の丞相である李斯に批判的に継承された

秦は商鞅の変法によって伝統的氏族社会を解体し、韓非子に代表される法家思想によって中華統一の基盤を整備した。始皇帝が六国を滅ぼし中国を統一すると、法家思想を尊んでそれ以外の自由な思想活動を禁止し、焚書坑儒を起こした。ただし、博士官が保存する書物は除かれたとあるので、儒家の経書が全く滅びたというわけではなく、楚漢の戦火を経ながらも、漢に伝えられた。また、焚書坑儒以降にも秦に仕えていた儒者もおり、例えば叔孫通は最初秦に仕えていたが、後に漢に従ってその礼制を整えている。

### 国教化

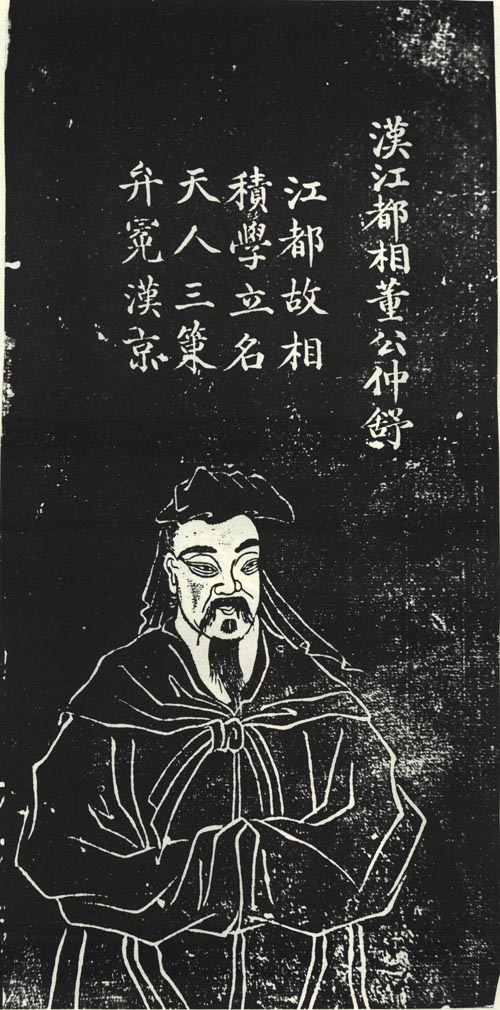
董仲舒

陳勝・呉広の乱後、項羽を倒して中華を再統一した劉邦は、漢（前漢）を建国した。そして地域差のある氏族制解体に対応するため、郡国制を採用し、黄老思想（黄老刑名の学）によって民力の休息を図った。この政策は文帝・景帝にも引き継がれた。道家系の黄老思想が流行る中で、叔孫通が漢の宮廷儀礼を定め、陸賈が南越王を朝貢させ、伏生が『今文尚書』を伝えるなど、秦の統治下にありながら儒を保管していた学者たちが活躍した。文帝のもとでは賈誼が活躍した。
武帝のとき、漢は匈奴から河西四郡を奪うなど積極的な政策に転じ、無為を尊ぶ黄老思想は衰退し、代わって儒者が重用された。班固『漢書』によれば儒者・董仲舒は五経博士を設置することを献策した。武帝はこの献策をいれ、建元5年（紀元前136年）、五経博士を設けたという（ただし、『史記』には董仲舒が献策したとの記述がなく、儒家思想が国家の学問思想として浸透して儒家一尊体制が確立されたのは前漢末から後漢初にかけてという説もある）。武帝のときに儒学者が台頭したのは事実であり、儒者で初めての丞相の公孫弘のように、武帝の好む法家思想を儒教でコーティングする者が登用された。
また、五経博士が設置されたことで、儒家の経書が国家の公認のもとに教授され、儒教が官学化した。同時に儒家官僚の進出も徐々に進み、前漢末になると儒者が多く重臣の地位を占め、丞相も儒者が独占する状態になる。
前漢の経学は一経専門であり、流派を重んじて、師から伝えられる家法を守り、一字一句も変更することがなかった（章句の学）。宣帝のときには経文の異同や経説の違いを論議する石渠閣会議が開かれている。この会議で『春秋』では公羊家に対して穀梁家が優位に立った。
董仲舒ら公羊家は陰陽五行思想を取り入れて天人相関の災異説を説いた。前漢末には揚雄が現れ、儒教顕彰のために『易経』を模した『太玄』や『論語』を模した『法言』を著作している。こうして儒教は権力にすり寄り、天という人格的な主催神を持つ宗教へと変貌した。
前漢末～後漢、災異思想・神秘主義により経書を解釈した緯書が流行した（「経」には機織りの「たていと」、「緯」は「よこいと」の意）。緯書は七経（六経＋孝経）に対して七緯が整理され、予言書『讖書』『図讖（としん）』と合わせて讖緯が成立し、新の王莽も後漢の光武帝も盛んに利用した。一方、桓譚・王充ら無神論者の思想家を唱え、合理主義的な立場から讖緯を非難した。

### 古文学と今文学
前漢から五経博士たちが使っていた五経の写本は、漢代通行の隷書体に書き写され『今文経』と言われる。これに対し、孔子旧宅の壁中や民間から秦以前のテキスト、『古文経』が発見された。前漢末、劉歆が古文経を学官に立てようと、今文経学と学派争いを引き起こした。平帝のときには『春秋左氏伝』『逸礼』『毛詩』『古文尚書』が、新朝では『周官』が学官に立てられた。後漢では、古文経が学官に立てられることはなかったものの、民間において経伝の訓詁解釈学を発展させて力をつけた。章帝のとき、今文経の写本の異同を論じる白虎観会議が開かれたが、この中で古文学は攻撃に晒されながらも、その解釈がいくらか採用された。この会議の記録は班固によって『白虎通義』にまとめられた。
古文学は、今文学が一経専門で家法を頑なに遵守したのに対し、六経全てを兼修し、ときには今文学など他学派の学説をとりいれつつ、経書を総合的に解釈することを目指した。賈逵は『左氏伝』を讖緯と結びつけて漢王朝受命を説明する書だと顕彰した。その弟子、許慎は『説文解字』を著して今文による文字解釈の妥当性を否定し、古文学の発展に大きく寄与している。馬融は経学を総合して今古文を折衷する方向性を打ち出した。その弟子、鄭玄は三礼注を中心に五経全体に矛盾なく貫通する理論を構築し、漢代経学を集大成した。
今文学では古文学説の弱点を研究して反駁した。李育は『難左氏義』によって左氏学を批判し、白虎観会議に参加して賈逵を攻撃した。何休は博学をもって『公羊伝』に注を作り、『春秋公羊解詁』にまとめた。『公羊墨守』を著作して公羊学を顕彰するとともに、『左氏膏肓』を著作して左氏学を攻撃した。一で『周礼』を「六国陰謀の書」として斥けた。何休は鄭玄によって論駁され、以後、今文学に大師が出ることもなく、今文学は古文学に押されて衰退していった。

### 三国時代・晋代
魏に入ると、王粛が鄭玄を反駁してほぼ全経に注を作り、その経注の殆どが魏の学官に立てられた。王粛は『孔子家語』を偽作したことでも知られる。西晋では杜預が『春秋左氏伝』に注して『春秋経伝集解』を作り、独自の春秋義例を作って左伝に基づく春秋学を完成させた。『春秋穀梁伝』には范寧が注を作っている。

#### 玄学
この時代老荘思想と『易』に基づく玄学が隆盛した。玄学の側からも儒教の経書に注を作るものが現れ、王弼は費氏易に注して『周易注』を作り、何晏は『論語集解』を作った（正始の音）。呉には今文孟氏易を伝えた虞翻、『国語注』を遺した韋昭がいる。西晋末には永嘉の乱が起こり、これによって今文経学の多くの伝承が途絶えた。東晋になると、永嘉の乱で亡佚していた『古文尚書』に対して梅賾が孔安国伝が付された『古文尚書』58篇なるものを奏上したが、清の閻若璩によって偽作であることが証明されている（偽古文尚書・偽孔伝という）。この偽孔伝が鄭玄注と並んで学官に立てられた。

### 南北朝時代・南学と北学
南北朝時代、南朝の儒学を南学、北朝の儒学を北学という。南朝ではあまり儒教は振るわなかったが、南朝梁の武帝のときには五経博士が置かれ、一時儒教が盛んになった。
南学では魏晋の学風が踏襲され、『毛詩』「三礼」の鄭玄注以外に、『周易』は王弼注、『尚書』は偽孔伝、『春秋』は杜預注が尊ばれた。あまり家法に拘ることもなく、玄学や仏教理論も取り込んだ思想が行われた。この時代、仏教の経典解釈学である義疏の学の影響を受けて、儒教の経書にも義疏が作られはじめた。ただし、儒教では漢魏の注についてさらに注釈を施すといった訓詁学的なものを「疏」と呼ぶようになっていった。南朝梁の費甝の『尚書義疏』や皇侃の『論語義疏』があるが、『尚書義疏』は北方に伝わって北学でも取りあげられ、唐の『尚書正義』のもとになり、『論語義疏』は亡佚することなく現在まで伝えられている。
北朝でも仏教・玄学が流行したが、わりあい儒教が盛んであり、特に北周ではその国名が示すとおり周王朝を理想として儒教を顕彰し、仏教を抑制した。北朝では後漢の古文学が行われ、『周易』・『尚書』・『毛詩』「三礼」は鄭玄注、『春秋左氏伝』は後漢の服虔の注、『春秋公羊伝』は後漢の何休の注が尊ばれた。その学風は保守的で旧説を覆すことなく章句訓詁の学を墨守した。北魏には徐遵明がおり、劉献之の『毛詩』を除く経学はすべて彼の門下から出た。その門下に北周の熊安生がおり、とりわけ三礼に通じて『礼記義疏』などの著作がある。熊安生の門下からは隋の二大学者である劉焯・劉炫が出た。

### 隋代
北朝系の隋が中国を統一したので、隋初の儒学は北学中心であったが、煬帝のとき、劉焯・劉炫の二劉が出、費甝の『尚書義疏』を取りあげたり、南学系の注に義疏を作ったりして南北の儒学を総合した。劉焯の『五経述義』、劉炫の『春秋述義』『尚書述義』『毛詩述義』は唐の『五経正義』の底本となった。在野の学者に王通（文中子）がいる。彼は自らを周公から孔子への学統を継ぐものと自認し、六経の続編という「続経」を作った。偽作・潤色説もあるが『論語』に擬した『中説』が現存している。唐末、孔孟道統論が起こる中で再評価され韓愈の先駆者として位置づけられた。その儒仏道三教帰一の立場、みずからを儒教の作り手である聖人とする立場がのちの宋学に影響を与えた。
隋の文帝は初めて科挙を行い、従来の貴族の子弟が官吏となる体制から、試験によって官吏が選ばれるようになった。これにより、儒学者がその知識をもって官吏となる道が広がったのである。

### 唐代
唐が中国を再統一すると、隋の二劉が示した南北儒学統一の流れを国家事業として推し進めた。隋末混乱期に散佚した経書を収集・校定し、貞観7年（633年）には顔師古が五経を校定した『五経定本』が頒布された。さらに貞観14年（640年）には孔穎達を責任者として五経の注疏をまとめた『五経正義』が撰定された（二度の改訂を経て永徽4年（653年）に完成）。永徽年間には賈公彦に『周礼疏』『儀礼疏』を選定させている。これにより七経の正義が出そろい、漢唐訓詁学の成果はここに極まった。
こうして正義が確定される一方、中唐（8世紀中葉）になると注疏批判の動きが生じた。『春秋』では啖助・趙匡・陸淳が春秋三伝は『春秋』を注するものではないと懐疑を述べ、特に『左伝』を排斥した。『周易』では李鼎祚が王弼注の義理易に反対して鄭玄を始めとする漢代象数易を伝えた。『詩経』では韓愈撰と仮託される「詩之序議」が「詩序」の子夏制作を否定している。
唐代は一概に仏教隆盛の時代であったが、その中にあって儒教回帰を唱えたのが、韓愈や李翺たちである。韓愈は著書『原道』で、堯舜から孔子・孟子まで絶えることなく伝授された仁義の「道」こそ仏教・道教の道に取って代わられるべきものだと主張している。李翺は『復性書』において「性」は本来的に善であり、その性に復することで聖人になれるとした。その復性の教えは孔子から伝えられて子思が『中庸』47篇にまとめ、孟子に伝えられたが、秦の焚書坑儒によって失われ、道教・仏教が隆盛するにいたったのだと主張している。彼らの「道」の伝授に関する系統論は宋代の道統論の先駆けとなった。彼らは文学史上、古文復興運動の担い手であるが、古文運動家のいわゆる「文」とは「載道」（道を載せる）の道具であり、文章の字面ではなく、そこに込められた道徳的な精神こそが重要であるとして経文の一字一句にこだわる注疏の学をも批判した。このことが宋代の新しい経学を生む要因の一つとなった。
また、唐代は儒教・仏教・道教の三つが鼎立していることから、三教鼎立時代とも呼ばれており、劉禹錫（772年-842年）は仏教・儒教の教養を併せ持った詩僧との交流が深かったことや、当時の朝廷では道教が優遇政策がとられていたが、玄宗は道教の『老子』仏教の『金剛般若経』儒教の『孝経』の注釈書を著するなどをしたことから、この三教鼎立時代は人的にも思想的にも実り多い交流が行われていた時代であったと言える。

## 歴史（近世）

### 宋代
宋ははじめ唐の継承を目指し、儒学でも注疏の学が行われた。聶崇義の『三礼図』、邢昺・孫奭らの『孝経疏』『論語疏』『爾雅疏』がある。南宋になると、漢唐の注疏にこの三疏と『孟子疏』が加えられて『十三経注疏』がまとめられた。また、宋代では『周礼』が過去の王朝と比較しても知識人たちの関心を惹いた。宋初三先生の一人の石介は『周礼』を大義名分を解く『春秋』とともに「万世の大典」とした。また『周礼』は科挙制度の改善にも利用された。唐宋八大家の一人であった欧陽脩は『周礼』の「教民、興学、命士の法」に対して深い共感を持った。

#### 道統論
しかし、宋の天下が安定した仁宗のときになると、唐末の古文復興運動が共感され、漢唐時代は否定されるようになった。漢唐時代には細々と伝承されてきたとする孔子の道に対する系譜が作られ、自己をその最後に置く道統論が盛んになった。例えば、古文家の柳開は「孔子 - 孟子 - 荀子 - 揚雄 - 韓愈」の系譜を提出し、石介はこれに隋の王通を加えた。ここに孟子の再評価の動きが起こった。宋初、孟子を評価するものは少なく宋代前期の激しい議論を経てその評価が確定された。王安石は科挙改革で従来の『孝経』『爾雅』に代わって『孟子』を挙げ、南宋になると孫奭撰と仮託されて『孟子注疏』が編まれている。人性論としても伝統的な性三品説から性善説が主張されるようになっていく。逆に性悪説の荀子や性善悪混説の揚雄は評価の対象から外されていった。
漢唐訓詁学の語義のみを重視する解釈学を批判し、その中身である道徳精神を重視する学問が打ち出された。胡瑗・孫復・石介は「仁義礼楽を以て学と為」し、後に欧陽脩によって宋初三先生と称されている。

#### 新学
神宗のときになると、このような前人の主張を総合し、体系的な学問が新たに創始された。その代表が王安石の新学である。王安石は『周礼』『詩経』『書経』に注釈を施して『三経新義』を作り、さらに新学に属する学者たちが他の経書にも注を作った。これら新注は学校に頒布されて科挙の国定教科書となり、宋代を通じて広く読まれた。王安石は特に『周官新義』を重んじ、『周礼』に基づく中央集権国家の樹立を目指し、さまざまな新法を実施した。新学に異議を唱えたものに程顥・程頤らの洛学（道学）、蘇軾・蘇轍らの蜀学、張載らの関学があった。12世紀を通じてこれらの学派は激しく対立したが、南宋になると、新学優位から次第に道学優位へと傾いていった。

#### 天論
この時代、「天」をめぐる考え方に大きな変化が現れた。それまでの天は人格的であり意志を持って人に賞罰を下すとされたが、宋代以降、天は意志をもたない自然的なものであり、天と人とを貫く法則にただ理があるとされた。その先鞭をつけたのは中唐の柳宗元の「天説」・劉禹錫の『天論』であり、北宋においては欧陽脩の『新唐書』五行志・王安石の『洪範伝』・程頤の『春秋伝』などに見られる。程頤の理・程顥の天理は後の朱熹に影響を与えた。このような天観の変化によって『易経』を中心として新しい宇宙生成論が展開された。邵雍は「先天図」を作って「数」で宇宙生成を説明し、周敦頤は「太極図」に基づいて『太極図説』を著し、「無極→太極→陰陽→五行→万物化生」の宇宙生成論を唱えた（朱熹は無極＝太極と読み替えた）。また張載は「太虚即気」説を唱え、気が離散して流動性の高いあり方を「太虚」、気が凝固停滞してできているものを「万物」とした。この気には単なる宇宙論にとどまらず道徳的な「性」が備わっており、「太虚」の状態の性を「天地の性」として本来的な優れたものとし、「万物」の状態の性を「気質の性」として劣化したものとした。こういった唐宋変革期のパラダイムシフトは南宋になると体系的な思想として総合され、朱子学が形成されることになる。

#### 南宋時代
宋代は北方を金代に占領され、南渡することになった。この時代、在朝在野を問わず新学と洛学が激しく争った。南宋初、程頤の直弟子である楊時は北宋亡国の責任は王安石の新学にあるとして科挙に王安石の解釈を用いるべきではないと高宗に進言し、『三経義辯』を著して『三経新義』を批判した。程頤に私淑した胡安国は『春秋』に注して『胡氏春秋伝』を著し、『周礼』に基づく新学を批判した。謝良佐の弟子である朱震は邵雍の『皇極経世書』、周敦頤の『通書』といった象数易と『程氏易伝』や張載の『正蒙』といった義理易を総合して『漢上易伝』を著し、王安石や蘇軾の易学に対抗した。新学を重んじた重鎮秦檜の死後、高宗によって新学の地位は相対化された。

#### 朱熹

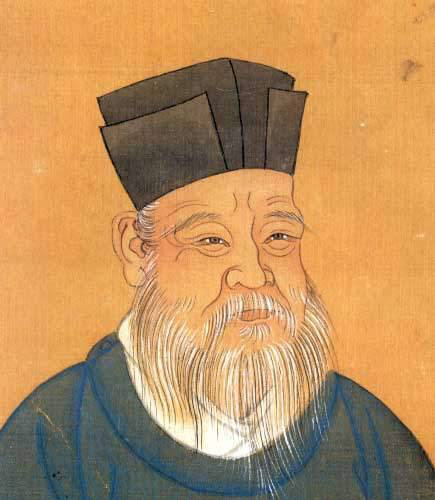
朱熹

孝宗のときには、後に朱子学と呼ばれる学術体系を構築した朱熹が現れる。洛学の後継者を自認する朱熹は心の修養を重視して緻密な理論に基づく方法論を確立した。彼は楊時の再伝弟子という李侗との出会、胡安国の子の胡宏の学を承けた張栻（湖湘学派）との交友によって心の構造論・修養法（主敬静座）への思索を深め、40歳の時、張載の言葉という「心は性と情とを統べる」と程頤の「性即理」による定論を得、一家を成して閩学（びんがく）を起こした。宇宙構造を理気二元論で説明し、心においても形而上学的な「理」によって規定され、人間に普遍的に存在する「性」と、「気」によって形作られ、個々人の具体的な現れ方である「情」があるとし、孟子に基づいて性は絶対的に善であるとした。そして、その「性」に立ち戻ること、すなわち「理」を体得することによって大本が得られ万事に対処することができるとし、そのための心の修養法に内省的な「居敬」と外界の観察や読書による「格物」とを主張した。経学では、五経を学ぶ前段階として四書の学を設け、『四書集注』を著した。さらに『易経』には経を占いの書として扱った『周易本義』、『詩経』には必ずしも礼教的解釈によらず人の自然な感情に基づく解釈をした『詩集伝』、「礼」には『儀礼』を経とし『礼記』を伝とした『儀礼経伝通解』を著した。『書経』には弟子の蔡沈に『書集伝』を作らせている。朱熹の弟子には、黄榦・輔広・邵雍の易学を研鑽した蔡元定と『書集伝』を編纂した蔡沈父子、『北渓字義』に朱熹の用語を字書風にまとめた陳淳などがいる。
同時代、永康学派の陳亮や永嘉学派の葉適（しょうせき）は、聖人の道は国家や民衆の生活を利することにあるとする事功の学を唱えて自己の内面を重視する朱熹を批判した。江西学派の陸九淵は心の構造論において朱熹と考えを異にし、心即理説にもとづく独自の理論を展開した。朱熹・陸九淵の両者は直に対面して論争したが（鵝湖の会）、結論は全く出ず、互いの学説の違いを再確認するに留まった。
また、朱熹は経書を用いて科挙制度を批判した人物としても知られていることから教育分野にたいして積極的に取り組んでいた人物であるといえる。朱熹は科挙をただ暗記するだけの学問であると批判した。というのも当時の科挙は『五経正義』という唐代に成立した国の注釈書を暗記することが科挙の対策であったためである。朱熹は学問には過程があるとして、「日常的しつけ」から「理論および社会的行動」へという過程をさだめさらにそのためのテキストもさだめた。その内容は8歳で学ぶ段階では『小学』を15歳以降は『四書』と『五経』を定めた。

#### 道学
陸九淵の学は明代の王守仁によって顕彰され、心学（陸王心学）の系譜に入れられた。この時代、洛学の流派は朱熹の学を含めて道学と呼ばれるようになり一世を風靡した。一方、鄭樵・洪邁・程大昌らが経史の考証をもって学とし、道学と対峙している。
寧宗の慶元3年（1197年）、外戚の韓侂冑が宰相の趙汝愚に与する一党を権力の座から追放する慶元の党禁が起こり、趙汝愚・周必大・朱熹・彭亀年・陳傅良・蔡元定ら59人が禁錮に処された。その翌年、偽学の禁の詔が出され、道学は偽学とされて弾圧を受けることになった。朱熹は慶元6年（1200年）、逆党とされたまま死去した。偽学禁令は嘉定4年（1211年）に解かれた。
理宗はその廟号「理」字が示すとおり道学を好み、朱熹の門流、魏了翁・真徳秀らが活躍した。真徳秀の『大学衍義』は後世、帝王学の教科書とされている。度宗のときには『黄氏日抄』の黄震、『玉海』『困学紀聞』で知られる王応麟がいる。いずれも朱熹の門流で学術的な方面に大きな役割を果たした。

### 元代
従来、金代では道学は行われず、モンゴルの捕虜となった趙復が姚枢・王惟中に伝えたことによって初めて道学が北伝したとされてきたが、現在では金でも道学が行われていたことが知られている。
元代、姚枢から学を承けた許衡が出て、朱子学が大いに盛んになった。元は当初、金の継承を標榜しており南宋は意識されていなかった。許衡はクビライの近侍にまで至り、朱子学を元の宮廷に広めた。南人では呉澄が出て朱子学を大いに普及させた。彼は朱子学にも誤りがあるとして理気論や太極論の修正を行い、陸九淵の学の成果を積極的に導入している。許衡と呉澄の2人は後に元の二大儒者として北許南呉と称された。
元代、科挙で一大改革が起こった。漢人採用の科挙において依拠すべき注釈として『十三経注疏』と並行して朱子学系統の注釈が選ばれたのである。これによって朱子学の体制教学化が大いに進んだ。また、金代（1115年-1234年）に成立した全真教においては、儒教道教仏教の一致を唱えており、儒教的な徳目をも取り込んでいった。このような宗教が広まることで庶民の間にもその宗教は広まっていく。

### 明代
明を興した太祖朱元璋のもとには劉基や宋濂といった道学者が集まった。劉基は明の科挙制度の制定に取り組み、出題科目として四書を採用し、また試験に使う文章に後に言う「八股文」の形式を定めた。宋濂は明朝の礼制の制定に尽力した。宋濂の学生には建文帝に仕えて永楽帝に仕えることを潔しとしなかった方孝孺がいる。
永楽帝は胡広らに道学の文献を収集させて百科事典的な『四書大全』『五経大全』『性理大全』を編纂させ、広く学校に頒布した。この三書はその粗雑さが欠点として挙げられるが、一書で道学の諸説を閲覧できる便利さから科挙の参考書として広く普及した。『四書大全』『五経大全』の頒布により科挙で依拠すべき経羲解釈に『十三経注疏』は廃され、朱子学が体制教学となった。
明代前期を代表する道学者として薛瑄・呉与弼が挙げられている。薛瑄は、朱熹が理先気後とするのに対して理気相即を唱え、また「格物」と「居敬」では「居敬」を重んじた。呉与弼は朱熹の理論の枠内から出ず、もっぱらその実践に力をそそいだとされるが、その門下から胡居仁・婁諒・陳献章が出た。胡居仁は排他的に朱子学を信奉しその純化に努めた人物である。婁諒は、居敬と著書による実践を重んじたが、胡居仁にその学は陸九淵の学で、経書解釈も主観的だと非難されている。陳献章は静坐を重んじたことで知られており、胡居仁からその学は禅だと批判された。陳献章門下には王守仁と親交が深かった湛若水がいる。

#### 王陽明

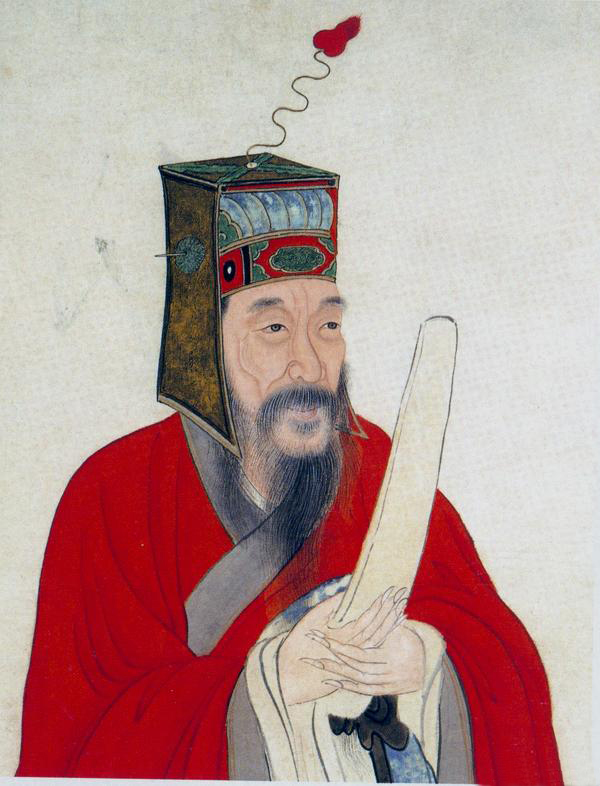
王陽明

明代中期、王守仁（号は陽明）は、朱熹が理を窮めるために掲げた方法の一つである『大学』の「格物致知」について新しい解釈をもたらした。朱熹は「格物」を「物に格（いた）る」として事物に存在する理を一つ一つ体得していくとしたのに対し、王守仁はこれを「物を格（ただ）す」とし、陸九淵の心即理説を引用して、理は事事物物という心に外在的に存在するのではなく、事事物物に対している心の内の発動に存在するのだとした。「致知」については『孟子』にある「良知」を先天的な道徳知とし、その良知を遮られることなく発揮する「致良知」（良知を致す）だとした。そこでは知と実践の同時性が強調され、知行同一（知行合一）が唱えられた。致良知の工夫として初期には静坐澄心を教えたが、ともすれば門人が禅に流れる弊があるのを鑑み、事上磨練を説いた。道学の「聖人、学んでいたるべし」に対し、人は本来的に聖人であるとする「満街聖人」（街中の人が聖人）という新たな聖人観をもたらした。王守仁の学は陽明学派（姚江学派）として一派をなし、世に流行することになった。
この時代、朱熹の理気二元論に対し異論が唱えられるようになり、気の位置づけが高められ、理を気の運行の条理とする主張がなされた。道学的な枠組みに準拠しつつこの説を唱えた代表的な人物として羅欽順がいる。王守仁などは生生の気によって構成される世界を我が心の内に包括させ、世界と自己とは同一の気によって感応するという「万物一体の仁」を主張した。さらに、このような気一元論を徹底させたのは王廷相である。彼は「元気」を根元的な実在として朱熹の理説を批判し、「元気の上に物無く、道無く、理無し」として気の優位性を主張し、人性論においては人の性は気であって理ではなく、善悪を共に備えているとした。
理に対する気の優位性が高まるなか、気によって形作られるとされる日常的な心の動き（情）や人間の欲望（人欲）が肯定されるようになっていく。王守仁も晩年、心の本体を無善無悪とする説を唱えている。弟子の王畿はこれを発展させて心・意・知・物すべて無善無悪だとする四無説を主張したが、同門の銭徳洪は意・知・物については「善を為し悪を去る」自己修養が必要とした四有説を主張してこれに反対している。以後、無善無悪からは王艮の泰州学派（王学左派）で情や人欲を肯定する動きが顕著になり、明末の李贄（李卓吾）にいたっては「穿衣吃飯、即ち是れ人倫物理」（服を着たり飯を食べることが理）と人欲が完全に肯定された。さらに李贄は因習的な価値観すべてを否認し、王守仁の良知説を修正して「童心」説（既成道徳に乱される前の純粋な心）を唱えることで孔子や六経『論語』『孟子』さえ否定するに到った。

#### 東林学派
社会・経済が危機的状況に陥った明末になると、社会の現実的な要求に応えようとする東林学派が興った。彼らは陽明学の心即理や無善無悪を批判しつつも人欲を肯定する立場を認め、社会的な欲望の調停を「理」としていく流れを作った。彼らが行った君主批判や地方分権論は清初の経世致用の学へと結実していく。その思想は東林学派の一員である黄尊素の子で、劉宗周の弟子である黄宗羲の『明夷待訪録』に総括されることになる。

#### 朱元璋の六諭
明代は儒教が士大夫から庶民へと世俗化していく時代である。朱元璋は六諭を発布して儒教的道徳に基づく郷村秩序の構築を目指し、義民や孝子・節婦の顕彰を行った。明代中期以後、郷約・保甲による郷民同士の教化互助組織作りが盛んになり、王守仁や東林学派の人士もその普及に尽力している。これにより儒教的秩序を郷村社会に徹底させることになった。
一方、王守仁と同時代の黄佐は郷村社会で用いられる郷礼を作るため朱熹の『家礼』を参考に『泰泉郷礼』を著した。朱熹の『家礼』は元から明にかけて丘濬『家礼儀節』の改良を経ながら士大夫層の儀礼として流行していたが、明末、宗族という家族形態とともに庶民にまで普及した。王艮の泰州学派には樵夫や陶匠・田夫などが名を連ねており、儒教が庶民にまで広く浸透した姿がうかがえる。
明代は史書に対する研究が盛んな時代であったが、中期以後、経書に対する実証学的研究の萌芽も見られる。梅鷟は『尚書考異』を著し、通行の「古文尚書」が偽書であることを証明しようとした。陳第は『毛詩古音考』を著し、音韻が歴史的に変化していることを明言し、古代音韻学研究の道を開いている。

### 清代
明朝滅亡と異民族の清朝の成立は、当時の儒学者たちに大きな衝撃を与えた。明の遺臣たちは明滅亡の原因を、理論的な空談にはしった心学にあると考え、実用的な学問、経世致用の学を唱えた。その代表は黄宗羲や顧炎武、王夫之である。彼らはその拠り所を経書・史書に求め、六経への回帰を目指した。そのアプローチの方法は実事求是（客観的実証主義）であった。彼らの方法論がやがて実証的な古典学である考証学を生む。
一方、顔元は朱子学・陽明学ともに批判し、聖人となる方法は読書でも静坐でもなく「習行」（繰り返しの実践）であるとする独自の学問を興した。「格物」の「格」についても「手格猛獣」（手もて猛獣を格（ただ）す）の「格」と解釈して自らの体で動くことを重視し、実践にもとづく後天的な人格陶冶を主張した。顔元の学は弟子の李塨によって喧伝され、顔李学派と呼ばれる。
こういった清初の思想家たちは理気論上、一様に気一元論であり、朱子学や陽明学の先天的に存在するとした「理」を論理的な存在として斥け、現実世界を構成する「気」の優位を主張して人間の欲望をも肯定している。このように明代中期以後、気一元論の方向性で諸説紛々たる様相を見せている理気論はその後、戴震が「理」を「気」が動いた結果として現れる条理（分理）とし、気によって形成された人間の欲望を社会的に調停する「すじめ」と定義するにいたって一応の決着を見る。

#### 考証学
清の支配が安定してくると、実学よりも経書を始めとする古典を実証的に解明しようとする考証学が興った。毛奇齢は朱子学の主観的な経書解釈を批判し、経書をもって経書を解釈するという客観的な経書解釈の方向性を打ち出し、『四書改錯』を著して朱熹の『四書集注』を攻撃した。閻若璩は『尚書古文疏証』を著して「偽古文尚書」が偽書であることを証明し、「偽古文尚書」に基づいて「人心道心」説を掲げる朱子学に打撃を与えた。胡渭は『易図明弁』を著し朱子学が重視した「太極図」や「先天図」「河図洛書」といった易学上の図が本来、儒教とは関連性がなかったことを証明した。彼らの学は実証主義的な解釈学たる考証学の礎を築いた。
乾隆・嘉慶年間は考証学が隆盛した時代である。その年号から乾嘉の学と呼ばれる。顧炎武の流れをくむ浙西学派がその主流であり、恵棟を始めとする蘇州府を中心とする呉派、徽州府出身の戴震らの影響を受けた皖派（かんぱ）がある。彼らは音韻学・文字学・校勘学や礼学などに長じていた。特に後漢の名物訓詁の学を特徴とする古文学に基づいており、漢学とも呼ばれる。一方、黄宗羲の流れをくむ浙東学派は史学に長じ、その代表である章学誠は六経皆史の説を唱えて、経書の史学的研究に従事した。やや後れて阮元を始めとする揚州学派が起こり、乾嘉漢学を発展させている。
道光以降になると、常州学派の前漢今文学が隆盛した。彼らは今文経（特にその中心とされる『春秋公羊伝』）こそ孔子の真意を伝えているとし、乾嘉の学が重んじる古文経学を排除して今文経、ひいては孔子へと回帰することを目指した。その拠り所とする公羊学に見られる社会改革思想が清末の社会思潮に大きな影響を与え、康有為を始めとする変法自強運動の理論的根拠となった。

#### 洋務運動
アヘン戦争の敗北により西洋の科学技術「西学」を導入しようという洋務運動が興った。洋務派官僚の曽国藩は朱子学を重んじて六経のもとに宋学・漢学を兼取することを主張し、さらに明末清初の王夫之を顕彰して実学の必要を説いた。張之洞は康有為の学説に反対して『勧学篇』を著し、西学を導入しつつ体制教学としての儒教の形を守ることを主張している。

## 歴史（近現代）

### 中華民国時代

#### 孔教運動

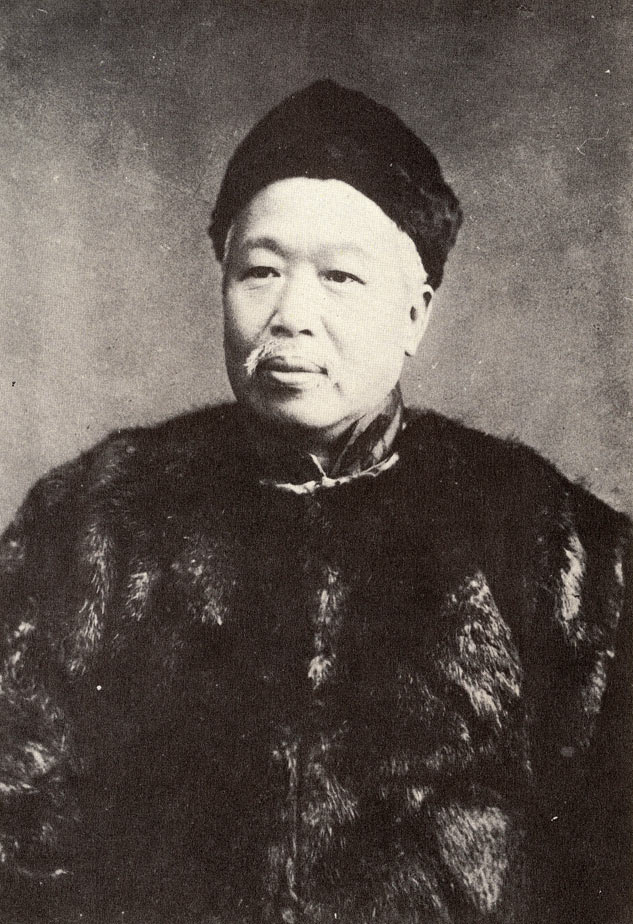
康有為

変法自強運動を進める康有為は、『孔子改制考』を著して孔子を受命改制者として顕彰し、儒教をヨーロッパ風の国家宗教として再解釈した「孔教」を提唱した。康有為の孔教運動は年号紀年を廃して孔子紀年を用いることを主張するなど従来の体制を脅かし、清朝から危険視されて『孔子改制考』は発禁処分を受けた。変法派のなかでも孔教運動は受け入れられず、これが変法運動挫折の一因となる。しかし、辛亥革命が起こると、康有為は上海に孔教会を設立して布教に努め、孔教を中華民国の国教にする運動を展開した。彼らの運動は信仰の自由を掲げる反対派と衝突し、憲法起草を巡って大きな政治問題となった。その後、1917年、張勲の清帝復辟のクーデターに関与したため、孔教会はその名声を失った。康有為が唱える孔子教運動には、弟子の陳煥章が積極的に賛同し、中国・アメリカで活動した。この他に賛同した著名人として厳復がいる。

#### 新文化運動
1910年代後半になると、争いを繰り返す政治に絶望した知識人たちは、文学や学問といった文化による啓蒙活動で社会改革を目指そうとする新文化運動を興した。雑誌『新青年』を主宰する陳独秀・呉虞・魯迅らは「孔家店打倒」をスローガンに家父長制的な宗法制度や男尊女卑の思想をもつ儒教を排斥しようとした。一方、雑誌『学衡』を主宰する柳詒徴・呉宓・梅光迪・胡先驌ら学衡派は、儒学を中心とする中国伝統文化を近代的に転換させることによって中西を融通する新文化を構築することを主張している。
清末から隆盛した今文学派による古典批判の方法論は古籍に対する弁偽の風潮を興し、1927年、顧頡剛を始めとする疑古派が経書や古史の偽作を論ずる『古史弁』を創刊した。顧頡剛は「薪を積んでいくと、後から載せたものほど上に来る」という比喩のもと、古史伝承は累層的に古いものほど新しく作られたという説を主張し、堯・舜・禹を中国史の黄金時代とする儒教的歴史観に染まっていた知識人に大きな衝撃を与えた。さらに銭玄同は六経は周公と無関係であるばかりでなく孔子とも無関係である論じ、孔子と六経の関係は完全に否定されるに到った。
- 新儒家
  - 熊十力
  - 梁漱溟
  - 牟宗三
  - 唐君毅
  - 杜維明

### 中華人民共和国時代
マルクス主義的無神論を掲げる中華人民共和国が成立すると、「儒教は革命に対する反動である」として弾圧の対象とされた。特に文化大革命期には、批林批孔運動として徹底弾圧された。多くの学者は海外に逃れ、中国に留まった熊十力は激しい迫害を受け自殺したといわれる。儒教思想が、社会主義共和制の根幹を成すマルクス主義とは相容れない存在と捉えられていたためとされる。なお毛沢東は『三国志』を愛読し、曹操をとりわけ好んだといわれるが、曹操は三国時代当時に官僚化していた儒者および儒教を痛烈に批判している。

#### 再評価と「儒教社会主義」
だが、21世紀に入ると儒教は弾圧の対象から保護の対象となり再評価されつつある。
孔子を、その思想を別論として、国際的に著名な教育者と評価し、2004年、中国国外の大学などの教育機関と提携し、中国語や中国文化の教育及び宣伝、中国との友好関係醸成を目的に設立した公的機関を孔子学院と名付け世界展開を進めている。また、2005年以降、孔子の生誕を祝う祝典が国家行事として執り行われ、論語を積極的に学校授業に取り入れるようになるなど儒教の再評価が進んでいる。文化大革命期に徹底的に破壊された儒教関連の史跡及び施設も近年になって修復作業が急速に行われている。
ほかにも改革開放が進む中で儒学や老荘思想など広く中国の古典を元にした解釈学である国学が「中華民族の優秀な道徳倫理」として再評価されるようになり国学から市場経済に不可欠な商業道徳を学ぼうという機運が生まれている。国家幹部は儒教を真剣に学ぶべきだという議論も生まれている。
ダニエル・A・ベル(Daniel A Bell)北京清華大学哲学教授によれば、近年、中国共産党は「儒教社会主義」または新儒教主義(宋の時代にもあった）を唱えている。

## 東アジア周辺諸国の儒教

### 朝鮮

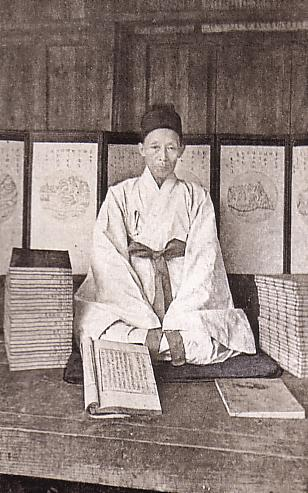
朝鮮の儒学者

朝鮮は本家中国以上に儒教文化が深く浸透した儒教文化圏であり、現在でもその遺風が朝鮮の文化の中に深く残っている。それだけに、恩師に対する｢礼」は深く、先生を敬う等儒教文化が良い意味で深く浸透しているという意見もある。李氏朝鮮の統治階層であった両班は自らを儒教の継承人と見做し、儒教の浸透に深く関わった。
- 李退渓：嶺南学派
- 李栗谷：畿湖学派
- 曺植：南冥学派

### ベトナム

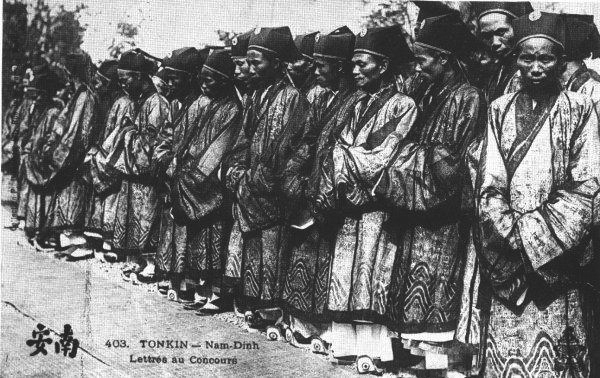
19世紀末の科挙の風景

漢王朝（北属期）の時代に儒教が伝播したが、当地から著名な儒家を輩出することはなかった。10世紀に李朝が成立すると儒教制度が本格的に導入され、政治領域をはじめ教育、学術、文芸、文化風俗などにおける影響力が強くなった。しかしながら、仏教や道教と比較して絶対的優位とはならなかった。15世紀に後黎朝が成立すると、仏教・道教に対する儒教の優位性が確立され社会の各階層に浸透した。これに伴いベトナムは東南アジア的な性質を徐々に失い、中国文化圏としての色彩を強めるに至った。18世紀から19世紀にかけては儒教の影響が最も強くなった。17世紀から19世紀にかけて馮克寛・黎貴惇・呉時任・阮文超・嗣徳帝などの著名な儒家を輩出した。

## 日本における儒教
日本では儒教は学問(儒学)として受容され、国家統治の経世済民思想や帝王学的な受容をされたため、神道や仏教に比べても、宗教として意識されることは少ない（次節を参照）。ただし、年賀状のような儀礼がほぼ「儒教文化圏」に限られるように、自覚されない文化的行為の中に儒教的な考え方（価値観・社会規範などの広義の宗教）が東アジア共通のものとして基底的にあると考えられる。

### 儒学の伝来
日本に儒教が伝来したのは、5世紀の五経博士によってである。朱子学は漢籍に紛れて輸入され、僧侶に学ばれた（五山文学）。同時に仏教との対立も輸入され、空海は三教指帰で儒教・道教に対する仏教の優位を説き、日蓮は撰時抄で孔子や周公旦を「世間の浅き事を習う人」と評した。一方、藤原惺窩と林羅山は仏教から朱子学に転じ、徳川幕府に仕えた。近世の代表的な朱子学者として、谷時中・南村梅軒・野中兼山・新井白石・室鳩巣・雨森芳洲などがいる。新井白石や荻生徂徠は政治にも深く関与した。朱子学は寛政異学の禁により官学化された。朱子学は庶民にも広く学ばれ、大坂では町人により懐徳堂が開かれた。

### 朱子学批判
山崎闇斎や貝原益軒は朱子学を学びながらもそれに疑問を呈するようになっていった。中江藤樹は陽明学に転じ、道学を教え近江聖人と呼ばれた。弟子の熊沢蕃山は農本思想を説いた。山鹿素行は聖学を創始し、孔子本来の教えに立ち戻ることを主張した。伊藤仁斎は道徳とは性即理（本然の性）によるのではないとし、日常的生活実践としての忠恕を重視した。荻生徂徠は礼楽刑政の道とは聖人が制作したものであり、その制度を現在の政治に実現することを説いた。徂徠の弟子には文人の服部南郭や、『経済録』の太宰春台がおり、後世には本居宣長や、海保青陵らの経世家に影響を与えていった。懐徳堂では中井竹山らが朱子学を教えたが、中井履軒など朱子学に疑念を呈するものや、富永仲基や山片蟠桃など、儒学を始めとする宗教を否定する合理主義者が現れた。

### 幕末の儒学
昌平坂学問所の佐藤一斎は朱子学のほかに陽明学を修め、渡辺崋山・佐久間象山・横井小楠ら幕藩体制秩序の破壊を試みた弟子を輩出した。陽明学者の大塩平八郎は、大塩平八郎の乱を起こして、幕府に挑戦した。
尊王思想は古学派にも萌芽が見られ、本居宣長・平田篤胤・頼山陽・蒲生君平・高山彦九郎・林子平らによって展開されていった。朱舜水を招いて朱子学を研究していた水戸徳川家では、『大日本史』編纂の過程から水戸学が形成され、藤田東湖・藤田幽谷らが尊王思想を展開した。会沢正志斎は『新論』で尊皇攘夷思想を体系化し、幕末の志士に伝えていった。吉田松陰はその一人であり、孟子・水戸学・陽明学を松下村塾で教え、弟子からは高杉晋作ら倒幕の志士が現れた。

### 近代の儒学
明治維新の志士たちは水戸学や陽明学を信奉しており、明治以後にも研究が行われた。並行して廃仏毀釈運動が大規模に行われた。井上哲次郎は朱子学、陽明学、古学を研究した。漢学者の元田永孚は教育勅語を起草したが、天皇の教えという形を取りながら、実質的には儒教道徳を説いた。天皇制国家と国家神道が作られ、政府中枢にも漢学者がおり、たとえば安岡正篤は終戦の詔勅に関与した。民間右翼の中に儒学を元に尊王思想を説くものもあった。村岡典嗣や津田左右吉や和辻哲郎らは日本の儒教を研究した。

### 戦後の儒学
戦後は、江戸時代に近代化に反対した人々の思想、国家神道の構成イデオロギーという位置づけがなされ、丸山真男らによって批判的に研究されたほか、マルクスの「アジア的停滞性論」も広く受け入れられた。そのため、歴史的な存在として儒教が学ばれたり、ビジネスマンの処世術・教養として『論語』が読まれるに留まる。

## 儒教に関する研究と論点

### 東アジアの近代化と儒教
ヘーゲルは易学を高く評価した一方で、儒教を批判し、アジアでは自由を知るのは専制君主ただ一人であるとした。
宗教社会学者のマックス・ヴェーバーは『プロテスタンティズムの倫理と資本主義の精神』で西欧の近代化の原因はプロテスタンティズムにあるとしたが、その他の地域でも同様の研究を行っている。アジアについては、『儒教と道教』で「儒教は合理主義的だったが、プロテスタンティズムのような厳格さを持たなかったため、東アジアは近代化しなかった」という趣旨のことを述べている。
また、マルクス主義では、「アジア的生産様式」によって中国では「アジア的停滞」が引き起こされ、近代化は起こらなかったなかったという。カール・ウィットフォーゲルは、それが「アジア的専制」を産み出したという。儒教的でない鎌倉幕府の登場によって日本がアジア的停滞を回避したとする司馬遼太郎など、この論は日本でも受け入れられた。
1990年代後半からの日韓は、高い自殺率、財閥や富裕層への富の集中、苛烈な受験戦争、薄い社会保障、来るべき少子高齢化社会など兵役を除けば多くの共通点があり、ネオリベラリズムと儒教がミックスした社会になっているという意見がある。
一方で、1990年代以降、中国の改革開放の成功やアジア四小竜の台頭を迎えると、リー・クアンユーや李登輝などは儒教が近代化の原因だと述べた。

### 儒教は宗教か
儒教の長い歴史の間には、古文・今文の争い、喪に服する期間、仏教との思想的関係、理や気の捉え方など様々な論争がある。現在の学術研究、特に日本における論争のひとつに“儒教は宗教か否か”というものがある。現在、“儒教は倫理であり哲学である”とする考えが一般的 だが、孟子以降天意によって総てが決まるとも説かれており、これが唯物論と反する考えになっているという指摘もある。加地伸行などは、宗教を「死生観に係わる思想」と定義した上で、祖先崇拝を基本とする儒教を宗教とみなしている。 しかし何れにせよ、その唱える処は宗教に酷似している為、広義の宗教と結論づける事も可能なのである。
儒教が宗教かが法廷で問われた例として至聖廟を巡る裁判があり、日本の最高裁は至聖廟を宗教的施設との判断を示した。

## 文献
概説書
- 加地伸行 『儒教とは何か』 中公新書、増補版2015年 ISBN 978-4121909893
- 加地伸行 『沈黙の宗教－儒教』 筑摩書房〈ちくまライブラリー〉/ 改訂版・ちくま学芸文庫、2011年
- 串田久治 『儒教の知恵－矛盾の中に生きる』 中公新書 ISBN 978-4121016850
- 鈴木利定 『儒教哲学の研究』 明治書院 ISBN 9784625483028
- T・フーブラー、D・フーブラー 『儒教 シリーズ世界の宗教』 鈴木博訳 青土社 ISBN 9784791752980
- 狩野直禎編 『図解雑学 論語』ナツメ社、2001年、ISBN 4816330461
- 緑川佑介 『孔子の一生と論語』 明治書院、2007年、ISBN 9784625684036
- 土田健次郎編 『21世紀に儒教を問う』 早稲田大学出版部〈早稲田大学孔子学院叢書〉、2010年、ISBN 9784657102225
- 永冨青地編 『儒教 その可能性』 早稲田大学出版部〈早稲田大学孔子学院叢書〉、2011年、ISBN 9784657110145

伝記
- 白川静 『孔子伝』 中公文庫、1991年 ISBN 4122041600
- 諸橋轍次 『如是我聞 孔子伝』（上下）、大修館書店、1990年
- 金谷治 『孔子』 講談社学術文庫、1990年、ISBN 978-4061589353
- 武内義雄 『論語之研究』 岩波書店、1939年、ASIN B000J9BC3Q、復刊
- 津田左右吉 『論語と孔子の思想』 岩波書店、1946年、ISBN BN07038153、復刊
- 宮崎市定 『論語の新しい読み方』 礪波護編、岩波現代文庫、2000年、ISBN 4006000227

五経
- 易経
  - 今井宇三郎 『易経』 全3巻：明治書院〈新釈漢文大系〉
 （上）ISBN 9784625570230、（中）ISBN 9784625570247、（下）ISBN 9784625673146
  - 本田済 『易』 新版：朝日選書〈中国古典選〉、1997年 ISBN 9784022590107
  - 高田眞治・後藤基巳 『易経』 岩波文庫 
 （上）ISBN 9784003320112、（下）ISBN 9784003320129
- 書経
  - 加藤常賢 『書経 （上）』 明治書院〈新釈漢文大系〉 ISBN 9784625570254
  - 小野沢精一 『書経 （下）』 明治書院〈新釈漢文大系〉 ISBN 9784625570261
  - 池田末利 『尚書 』 集英社〈全釈漢文大系〉
- 詩経
  - 石川忠久 『詩経』 全3巻：明治書院〈新釈漢文大系〉。他に新書漢文大系（抄訳版）がある。
（上）ISBN 9784625571107、（中）ISBN 9784625571114、（下）ISBN 9784625673009
  - 白川静 『詩経国風』 平凡社東洋文庫、ISBN 9784582805185
  - 白川静 『詩経雅頌』 平凡社東洋文庫 全2巻、(1) ISBN 9784582806359 、(2) ISBN 9784582806366
- 礼記
  - 竹内照夫 『礼記』全3巻：明治書院〈新釈漢文大系〉
（上）ISBN 9784625570278、（中）ISBN 9784625570285 、（下）ISBN 9784625570292
  - 市原亨吉など 『礼記』全3巻：集英社〈全釈漢文大系〉
  - 『礼記』 「漢文大系」冨山房、初版1913年。改訂版1984年
  - 桂湖村 『礼記』（上下）、漢籍国字解全書：早稲田大学出版部、初版1914年
  - 安井小太郎 『礼記』 「国訳漢文大成」国民文庫刊行会、初版1921年
  - 下見隆雄 『礼記』 明徳出版社〈中国古典新書〉、初版1973年
- 春秋
  - 春秋左氏伝
    - 鎌田正 『春秋左氏伝』全4巻、明治書院〈新釈漢文大系〉 
　(1) ISBN 9784625570308 、(2) ISBN 9784625570315 、(3) ISBN 9784625570322、(4) ISBN 9784625570339
    - 竹内照夫 『春秋左氏伝』全3巻、集英社〈全釈漢文大系〉
    - 小倉芳彦 『春秋左氏伝』全3巻、岩波文庫
　（上）ISBN 9784003321614、（中）ISBN 9784003321621、（下）ISBN 9784003321638

  - 春秋公羊伝
    - 林羅山訓点 菜根出版（復刻）
    - 『世界文学全集 3 五経・論語』、公羊伝（日原利国訳） 筑摩書房、1970年
      - 日原利国著 『春秋公羊伝の研究』 創文社〈東洋学叢書〉、1978年

  - 春秋穀梁伝
    - 野間文史著 『春秋学 公羊伝と穀梁伝』 研文出版〈研文選書〉、2001年、ISBN 9784876362011

四書
- 大学
  - 宇野哲人 『大学』 講談社学術文庫 1983年 ISBN 4061585940
  - 金谷治 『大学 中庸』 岩波文庫 2004年 ISBN 4003322215
  - 赤塚忠 『大学・中庸』 明治書院〈新釈漢文大系〉 1998年 ISBN 4625570026
- 中庸
  - 島田虔次 『大学・中庸』 朝日新聞社〈中国古典選〉、1967年 / 朝日文庫（上下）、1978年
  - 宇野哲人 『中庸』 講談社学術文庫 1983年 ISBN 4061585959
  - 俣野太郎 『大学・中庸』 明徳出版社〈中国古典新書〉、1968年
- 論語
  - 吉田賢抗 『論語』 明治書院〈新釈漢文大系 1〉、初版1960年、ISBN 4625570018。新書漢文大系（抄訳版）がある
  - 吉川幸次郎 『論語』 各（上下） 新版：朝日選書〈中国古典選〉、1996年 / 改訂版・角川ソフィア文庫、2020年
  - 金谷治 『論語 新訂』 岩波文庫、1999年、ISBN 400-3320212。ワイド版2001年
  - 宮崎市定 『現代語訳 論語』 岩波現代文庫、2000年、ISBN 4006000170
  - 貝塚茂樹 『論語』 中公文庫、改版2020年、ISBN 4122068487
  - 加地伸行 『論語』 講談社学術文庫、2004年、増訂版2009年
- 孟子
  - 小林勝人 『孟子』 岩波文庫（上下） ISBN 978-4003320419＆ISBN 978-4003320426
  - 貝塚茂樹 『孟子』 中公クラシックス。抄訳版
  - 内野熊一郎・加藤道理 『孟子』、明治書院〈新釈漢文大系〉。新書漢文大系（抄訳版）がある。
  - 宇野精一 『孟子』 集英社〈全釈漢文大系〉/ 講談社学術文庫、2019年

関連古典
- 周礼
- 儀礼
  - 池田末利編訳、全5巻：東海大学出版会〈東海古典叢書〉
- 爾雅
- 孝経
  - 加地伸行 『孝経』 講談社学術文庫、2007年
  - 栗原圭介 『孝経』 明治書院〈新釈漢文大系〉、ISBN 9784625570353
- 荀子
  - 金谷治 『荀子』 岩波文庫（上下）、ISBN 9784003320815＆ISBN 9784003320822
  - 藤井専英 『荀子』 全2巻：明治書院〈新釈漢文大系〉。ほかに新書漢文大系（抄訳版）がある。
  - 金谷治・佐川修 『荀子』 全2巻：集英社〈全釈漢文大系〉
- 大戴礼記
  - 栗原圭介 『大戴礼記』 明治書院〈新釈漢文大系〉、ISBN 9784625571138

### 史書
- 史記
  - 孔子世家
  - 仲尼弟子列伝
  - 孟子荀卿列伝
  - 儒林列伝
- 漢書
  - 董仲舒伝
  - 儒林伝
- 孔子家語
  - 宇野精一訳 『孔子家語』 明治書院〈新釈漢文大系〉 ISBN 9784625570537。新書漢文大系（抄訳版）がある。
  - 藤原正訳 『孔子家語』 岩波文庫 ISBN 9784003320228

論語集解
- 渡邉義浩主編『全譯 論語集解』汲古書院 上・下 2020年

朱子学
- 朱子 『論語集註』 
  - 笠間書院 ISBN 978-4305001559。真田但馬・吹野安編
  - 簡野道明編、明治書院 ISBN 978-4625733017、新版2003年
  - 『論語集注』土田健次郎訳注、平凡社東洋文庫 全4巻
- 『近思録』 
  - 湯浅幸孫訳著、新版・たちばな出版（選書版）
　（上）ISBN 978-4886926036、（中）ISBN 978-4886926043 、（下）ISBN 978-4886926050
  - 市川安司訳著 『近思録』 明治書院〈新釈漢文大系〉 ISBN 978-4625570377
- 『「朱子語類」抄』 三浦國雄訳注、講談社学術文庫 ISBN 9784061598959
- 島田虔次著 『朱子学と陽明学』 岩波新書 ISBN 9784004120285

陽明学
- 王陽明 『伝習録』 溝口雄三訳、中公クラシックス ISBN 9784121600820

朝鮮の儒教と儒学
史料に朝鮮王朝での五礼(吉礼、嘉礼、賓礼、軍礼、凶礼)の礼法を記した「国朝五礼儀」、世宗在位期間の歴史を記録した「世宗荘憲大王実録」がある。
日本の儒学
- 荻生徂徠 『論語徴』 小川環樹訳註、全2巻：平凡社東洋文庫 ISBN 9784582805758＆ISBN 9784582805765
- 伊藤仁斎 『論語古義』 
  - 子安宣邦著『論語古義』子安宣邦『仁斎論語 『論語古義』現代語訳と評釈』ぺりかん社 上・下
  - 『日本の名著13　伊藤仁斎』貝塚茂樹責任編集、中央公論社 1977年、新版・中公バックス 1983年。現代語訳のみ